# Baggarer
Baggarer (även baggara eller baqqara) är ett nomadiskt beduinfolk som bor i Darfur i västra Sudan och Tchad. I likhet med många andra afrikanska nomader är de boskapsägande, varför de tvingas flytta med sin boskap till de områden som är bördiga för säsongen.
De flesta är sunnimuslimer och talar arabiska, men en stam talar ett nilo-saharaiskt språk. Traditionellt anser man dock att baggarerna ursprungligen är araber. Totalt är de cirka 5 miljoner till antalet.
Under en lång tid har baggarerna varit i konflikt med andra folkgrupper, och det är bland annat detta som ligger som grund för det pågående folkmordet i Darfur.